# Софіївська селищна територіальна громада
Софіївська селищна громада — територіальна громада в Україні, у Криворізького району Дніпропетровської області. Адміністративний центр — селище Софіївка.
Площа громади — 488,8 км², населення — 10 157 мешканців (2018).
Утворена 18 серпня 2016 року шляхом об'єднання Софіївської селищної ради і Запорізької сільської ради Софіївського району.
20 червня 2018 року до громади добровільно приєдналася Миколаївська сільська рада

## Населені пункти
До складу громади входять 2 селища (Лошкарівка, Софіївка) і 27 сіл:
- Авдотівка
- Братське
- Вишневе
- Вільне Життя
- Володимирівка
- Запорізьке
- Зелене
- Кам'янка
- Катеринівка
- Катерино-Наталівка
- Любимівка
- Миколаївка
- Михайлівка
- Назарівка
- Непереможне
- Новопетрівка
- Новохортиця
- Новоюлівка
- Олександро-Білівка
- Олексіївка
- Петрівка
- Петрове
- Променисте
- Степове
- Тарасівка
- Трудолюбівка
- Широке